# Richard Shope
Richard Shope (1901-1966) est un virologue américain.
En 1931 il a identifié le virus de la grippe chez le porc, avant qu'il soit découvert en 1933 chez l'homme. 

## Distinctions
- 1957 : Prix Albert-Lasker pour la recherche médicale clinique